# Алёшин, Виктор Андреевич
Виктор Андреевич Алёшин (4 февраля 1951, Запорожье, Украинской ССР) — советский волейболист. Нападающий. Мастер спорта СССР международного класса.
Играл за команды:
- «Спартак» (Запорожье) — 1967-69;
- «Звезда» (Ворошиловград) — 1969-74,
- ЦСКА (Москва) — 1974-75,
- СКА (Ростов-на-Дону) — 1976 (до мая),
- ЧГС («Политехник») Одесса — 1976-83.

Достижения:
- Чемпион Европы среди молодёжи 1971.
- Обладатель Кубка европейских чемпионов 1975.
- Обладатель Кубка кубков ЕКВ 1973 года.
- Чемпион СССР 1975.
- Серебряный призёр чемпионата СССР 1972 года.
- Обладатель Кубка СССР 1976 года.
- Вошёл в десятку лучших волейболистов Одессы XX века.

После окончания игровой карьеры стал тренером дубля одесского «Политехника» (до 1992 года). В настоящее время заведующий кафедры физвоспитания Одесского станкостроительного техникума. Тренер женской и мужской сборных команд по волейболу Одесского национального политехнического университета.

## Ссылка
- СПОРТ-ЭКСПРЕСС ВОЛЕЙБОЛ: Все наши победители Кубка европейских чемпионов и Лиги чемпионов
- СтудЗона — образовательный портал: Алёшин Виктор Андреевич